# Muret
Muret település Franciaországban, Haute-Garonne megyében. A város repülőtere minden évben megrendezi az Airexpo légibemutatót. Lakosainak száma 25 653 fő (2022. január 1.). Muret Seysses, Beaumont-sur-Lèze, Eaunes, Le Fauga, Labastidette, Lamasquère, Lherm, Roques, Saint-Clar-de-Rivière, Saint-Hilaire, Saubens és Villate községekkel határos.

## Népesség
A település népességének változása:
| Lakosok száma | 13 039 | 15 844 | 18 134 | 23 622 | 24 725 | 25 264 | 24 945 | 24 797 | 24 762 | 25 653 |
|               | 1968   | 1982   | 1990   | 2006   | 2013   | 2015   | 2017   | 2019   | 2020   | 2022   |